# فرودگاه گدارف
فرودگاه گدارف (به انگلیسی: Gedaref Airport) یک فرودگاه با کد یاتا GSU است. این فرودگاه در کشور سودان قرار دارد .